# Oostelijk Commando
Het Oostelijk Commando (Engels: Eastern Command) was een commando van de British Army.

## Geschiedenis
Eastern Command werd in 1905 opgericht uit de 4e Legerkorps en was in Londen gevestigd. Een van de formaties die onder de supervisie stond van Eastern Command was de 12e (Oostelijke) Infanteriedivisie. Het hoofdkwartier was oorspronkelijk gevestigd in de Horseguards in Londen.
Tijdens de Tweede Wereldoorlog werd Eastern Command verplaatst naar Luton Hoo in Bedfordshire. Na de oorlog verhuisde Eastern Command na de Hounslow Barracks in Hounslow en in 1954 verhuisde het naar Wilton Park in Beaconsfield.
In 1939 viel ook de 4e Infanteriedivisie onder het Eastern Command.
In 1972 werd Eastern Command toegevoegd aan de HQ UK Land Forces (tot 2008 Land Command geheten).

## Bevelhebbers
De General Officers Commanding-in-Chief (bevelhebbers) van het Eastern Command waren:
- 1905 - 1908 luitenant-generaal Lord Methuen
- 1908 - 1911 luitenant-generaal Sir Arthur Paget
- 1912 - 1914 luitenant-generaal Sir James Grierson
- 1914 - 1915 luitenant-generaal Sir Charles Woollcombe
- 1915 - 1916 luitenant-generaal Sir Leslie Rundle
- 1916 - 1917 luitenant-generaal Sir James Wolfe-Murray
- 1917 - 1918 luitenant-generaal Sir Henry Wilson
- 1918 generaal Sir William Robertson
- 1918 - 1919 luitenant-generaal Sir Charles Woollcombe
- 1919 - 1922 generaal Lord Horne
- 1922 - 1926 luitenant-generaal Sir George Milne
- 1926 - 1927 luitenant-generaal Sir Walter Braithwaite
- 1927 - 1931 generaal Sir Robert Whigham
- 1931 - 1933 generaal Sir Webb Gillman
- 1933 - 1935 luitenant-generaal Sir Cyril Deverell
- 1936 - 1938 luitenant-generaal Sir William Edmund Ironside
- 1938 - 1941 luitenant-generaal Sir Guy Williams
- 1941 - 1942 luitenant-generaal Laurence Carr
- April 1942 - augustus 1942 luitenant-generaal Sir Kenneth Arthur Noel Anderson
- September 1943 - januari 1944 luitenant-generaal Sir James Gammell
- Januari 1944 - december 1944 luitenant-generaal Sir Kenneth Arthur Noel Anderson
- December 1944 - augustus 1945 luitenant-generaal Sir Alan Cunningham
- 1945 - 1947 luitenant-generaal Sir Oliver Leese
- 1947 - 1950 generaal Sir Evelyn Barker
- 1950 - 1952 generaal Sir Gerald Templer
- 1952 - 1953 luitenant-generaal Sir George Erskine
- 1953 - 1954 luitenant-generaal Sir Geoffrey Bourne
- 1954 - 1956 luitenant-generaal Sir Francis Festing
- 1956 - 1959 luitenant-generaal Sir Cyril Coleman
- 1959 - 1960 luitenant-generaal Sir James Cassels
- 1960 - 1961 generaal Sir Gerald Lathbury
- 1962 - 1965 luitenant-generaal Sir Roderick McLeod
- 1965 - 1966 luitenant-generaal Sir George Cole
- 1966 - 1968 luitenant-generaal Sir David Peel Yates